# Ozma (album)
Pour les articles homonymes, voir Ozma.
Albums de Melvins
Gluey Porch Treatments
(1987) Your Choice Live Series Vol.12
(1991)
Ozma est le deuxième album des Melvins, sorti en 1989 chez Boner Records.
La version CD inclut l'intégralité de l'album précédent, Gluey Porch Treatments.
Love Thing est une reprise de Love Theme from KISS de Kiss, chanson extraite de leur premier album, tandis que Creepy Smell s'inspire de l'intro de Living in Sin, du premier album solo de Gene Simmons. Candy-O est quant à elle une reprise des Cars sur l'album éponyme.

## Pistes
Toutes les pistes sont composées par Buzz Osborne, sauf indications contraires.
| 1.    | Vile                                       | 3:47 |
| 2.    | Oven                                       | 1:28 |
| 3.    | At A Crawl                                 | 2:46 |
| 4.    | Let God Be Your Gardener                   | 1:52 |
| 5.    | Creepy Smell                               | 2:04 |
| 6.    | Kool Legged                                | 2:48 |
| 7.    | Green Honey                                | 1:13 |
| 8.    | Agonizer                                   | 1:40 |
| 9.    | Raise A Paw                                | 1:11 |
| 10.   | Love Thing (Criss/Frehley/Simmons/Stanley) | 1:17 |
| 11.   | Ever Since My Accident                     | 1:30 |
| 12.   | Revulsion/We Reach                         | 6:21 |
| 13.   | Dead Dressed                               | 2:07 |
| 14.   | Cranky Messiah                             | 1:25 |
| 15.   | Claude                                     | 1:15 |
| 16.   | My Small Percent Shows Most                | 0:58 |
| 17.   | Candy-O (Ric Ocasek)                       | 1:27 |
| 18.   | Eye Flys                                   | 6:15 |
| 19.   | Echo Head/Don't Piece Me                   | 2:49 |
| 20.   | Heater Moves And Eyes                      | 3:54 |
| 21.   | Steve Instant Newman                       | 1:31 |
| 22.   | Influence Of Atmosphere                    | 1:51 |
| 23.   | Exact Paperbacks/Happy Grey Or Black       | 2:45 |
| 24.   | Leeech (Mark Arm/Steve Turner)             | 2:32 |
| 25.   | Glow Gold                                  | 0:50 |
| 26.   | Big As A Mountain                          | 0:57 |
| 27.   | Heaviness Of My Load                       | 3:06 |
| 28.   | Flex With You                              | 0:54 |
| 29.   | Bitten Into Sympathy                       | 1:44 |
| 30.   | Gluey Porch Treatments                     | 0:48 |
| 31.   | Clipping Roses                             | 0:49 |
| 32.   | As Was It                                  | 2:51 |
| 33.   | Over The Under Excrement                   | 4:38 |
| 73:23 |                                            |      |

## Personnel
- The Melvins:
  - Dale - Batterie, chœurs
  - Buzz - Chant, guitare
  - Lori - basse (pistes 1–17)
  - Matt Lukin - basse, chœurs (pistes 18–33)
- Mark Deutrom - Producteur (pistes 1–17)
- Joshua Roberts - Ingénieur du son (pistes 1–17)
- Carl Herlofsson - Producteur (pistes 18–33)
- David Musgrove - Ingénieur (pistes 18–33)
- Chris Dodge - cover art

## Sources
- (en) Cet article est partiellement ou en totalité issu de l’article de Wikipédia en anglais intitulé « Ozma (album) » (voir la liste des auteurs).